# مايرون بوادو
مايرون بوادو (مواليد 14 يناير 2001) هو لاعب كرة قدم هولندي يلعب في نادي موناكو في مركز الهجوم.

## روابط خارجية
- مايرون بوادو على موقع الاتحاد الأوربي (الإنجليزية)
- مايرون بوادو على موقع إي إس بي إن إف سي (الإنجليزية)
- مايرون بوادو على موقع قاعدة بيانات كرة القدم.إي يو (الإنجليزية)
- مايرون بوادو على موقع ليكيب (الفرنسية)
- مايرون بوادو على موقع ناشيونال فوتبول تيمز (الإنجليزية)
- مايرون بوادو على موقع Soccerbase.com (لاعب) (الإنجليزية)
- مايرون بوادو على موقع Soccerway.com (الإنجليزية)
- مايرون بوادو على موقع عالم كرة القدم.نت (الإنجليزية)
- مايرون بوادو على موقع كووورة
- مايرون بوادو على موقع AS.com (الإسبانية)